# Taking Chances World Tour: The Concert
Taking Chances World Tour: The Concert — концертный альбом/видеоальбом канадской певицы Селин Дион, выпущенный на лейбле Columbia Records 29 апреля 2010 года в Австралии и в начале мая 2010 года в Европе и Северной Америке. Концерт был выпущен в виде комбинации DVD/CD в двух вариантах: англоязычный Taking Chances World Tour: The Concert и франкоязычный Tournée mondiale Taking Chances: le spectacle. Дион отправилась в мировое турне Taking Chances (2008—2009) для продвижения одноимённого студийного альбома 2007 года. Шоу стало одним из самых прибыльных концертных туров всех времен. Выступления в Бостоне и Монреале во время североамериканского этапа турне были сняты для видеорелиза под руководством Жана Ламурё.
Релиз получил положительные отзывы музыкальных критиков, которые высоко оценили сценическое мастерство Дион, ее мощные выступления и выбор материала. Он также имел коммерческий успех. В Канаде Tournée mondiale Taking Chances: le spectacle получил бриллиантовый статус, а Taking Chances World Tour: The Concert был удостоен четырехкратного платинового статуса. DVD также получил платиновый статус в США, а альбом получил золотой сертификат во Франции. Релиз возглавил чарты DVD в США и ряде европейских стран, а также вошел в десятку лучших по всему миру. В некоторых странах он вошел в чарты альбомов, также попав в топ-10, включая пятое место во Франции.

## Предыстория
Во время мирового тура Taking Chances Дион дала концерты на пяти континентах, в 25 странах и 93 городах, продав более трёх миллионов билетов. Тур, проходивший с февраля 2008 по февраль 2009 года как с англоязычными, так и с франкоязычными сет-листами, побил рекорды посещаемости и кассовых сборов на площадках по всему миру. Съёмки концертов состоялись в Бостоне и Монреале в 2008 году, а в апреле 2010 года официальный сайт Дион объявил, что Taking Chances World Tour: The Concert, DVD/CD с живыми выступлениями, выйдет 4 мая 2010 года в Канаде и 11 мая 2010 года в США. Этот релиз совпал с выходом DVD и Blu-ray документального фильма о туре «Селин: мир её глазами», который был выпущен в тот же день.

## Содержание
Концерт был выпущен в виде набора из двух дисков (DVD/CD) на английском (Taking Chances World Tour: The Concert) и французском (Tournée mondiale Taking Chances: le spectacle) языках. Запись шоу проходила в «ТД-гарден» в Бостоне 12 и 13 августа 2008 года и в «Белл-центре» в Монреале 31 августа и 1 сентября 2008 года. В номерах, исполненных и в англоязычной, и во франкоязычной программах, звук и видеоряд одинаковы на обоих DVD — они были смонтированы с использованием кадров из бостонского и монреальского шоу (за исключением «Pour que tu m’aimes encore», «My Love» и частично «My Heart Will Go On»). Однако эти два DVD различаются, поскольку каждый из них содержит песни, которые были включены только в англоязычные или франкоязычные сет-листы.
В рамках концертного тура Дион исполняла свои крупнейшие хиты и песни из своего последнего альбома Taking Chances (2007). В программу шоу также вошли кавер-версии песен Queen «We Will Rock You» и «The Show Must Go On» и «It’s a Man’s Man’s Man’s World» Джеймса Брауна. Несмотря на то, что «I’m Your Angel» исполнялась в Бостоне, она была вырезана из англоязычного DVD/CD. То же самое произошло с «The Power of Love» во франкоязычной версии релиза. В середине мая 2010 года вышло специальное ограниченное издание, в которое вошли DVD Taking Chances World Tour: The Concert и «Селин: мир её глазами», а также 52-страничный буклет и раскладные сувенирные открытки. Медиаплатформа QVC распространяла фильм «Селин: мир её глазами» с бонусным CD, содержащим треки, которые не были включены в CD Taking Chances World Tour: The Concert: «I’m Alive», «Fade Away», «Pour que tu m’aimes encore», «We Will Rock You» и «The Show Must Go On».

## Реакция критики
| Оценки критиков | Оценки критиков |
| Источник        | Оценка          |
| --------------- | --------------- |
| AllMusic        | [ 4 ]           |
| Pink Paper      | [ 5 ]           |

Критики восприняли альбом Taking Chances World Tour: The Concert в целом положительно. издание Pink Paper оценило альбом на 4 звезды из 5, заявив, что «Taking Chances — это Селин в её самой динамичной форме. Она с лёгкостью миксует свой лучший материал, охватывающий 2 десятилетия, и даже позволяет себе несколько вдохновенных кавер-версий, которых вы не ожидаете. Также легко услышать, сколько энергии вложено в каждую песню — вы, конечно, не найдете проходных треков на этом альбоме». Кроме того, издание высоко оценило внешний вид Дион на DVD.
Стивен Томас Эрлевайн из AllMusic дал альбому 3 звезды из 5, заявив, что Дион «дает людям то, что они хотят, декламируя ожидаемые хиты в настолько ярких аранжировках, что они сверкают даже без визуальных эффектов». Он также добавил: «Если для вас это не похоже на хорошее времяпрепровождение, что ж, вы не та аудитория — это для фанатов, и они будут довольны».

## Коммерческий успех
В Канаде новые DVD-релизы Дион дебютировали в тройке лучших в чарте музыкальных видео Nielsen SoundScan. «Селин: мир её глазами» занял первое место с продажами 69 000 копий. Продажи этого DVD достигли второго по величине показателя за неделю среди музыкальных DVD после концертного видео Дион «Live in Las Vegas: A New Day…» (2007). Tournée mondiale Taking Chances: le spectacle занял второе место в чарте с 31 000 проданных копий, за ним последовал Taking Chances World Tour: The Concert на третьей позиции с продажами 8 000 копий. Это был лишь второй раз с 2004 года, после Хилари Дафф, когда артист занимал три верхние позиции в канадском музыкальном видеочарте. На той же неделе было продано 7100 копий альбома, возглавившего канадский чарт. Это означало, что Tournée mondiale Taking Chances: le spectacle занял бы первое место в канадском чарте альбомов, если бы попал туда, а Taking Chances World Tour: The Concert занял бы второе место. Продав более 100 000 экземпляров всех трех DVD за одну неделю, Дион установила рекорд продаж музыкальных DVD в Канаде. 21 мая 2010 года CRIA сертифицировала все три релиза: «Селин: мир её глазами» получил двукратную бриллиантовую награду за продажу 200 000 копий, Tournée mondiale Taking Chances: le spectacle стал бриллиантовым с продажами 100 000 экземпляров, а Taking Chances World Tour: The Concert получил четырехкратный платиновый статус с продажами 40 000 копий.
В США Дион вошла в чарт Top Music Video Sales журнала «Billboard» на первое и второе места с Taking Chances World Tour: The Concert и «Селин: мир её глазами» соответственно. Она стала первой артисткой, помимо госпел-группы Gaither Vocal Band, которая дебютировала на двух верхних позициях чарта. Taking Chances World Tour: The Concert был продан тиражом 26 000 копий за первую неделю и занял бы четырнадцатое место в Billboard 200, если бы там были представлены DVD. За дебютную неделю в США было продано 15 000 экземпляров фильма «Селин: мир её глазами». 16 июля 2010 года Taking Chances World Tour: The Concert получил платиновый статус от RIAA за отгрузку 100 000 копий, а «Селин: мир её глазами» стал золотым за отгрузку 50 000 копий. В чарте продаж лучших музыкальных видео по версии журнала «Billboard» на конец 2010 года фильм Taking Chances World Tour: The Concert занял десятое место, а «Селин: мир её глазами» — девятнадцатое. По данным Nielsen SoundScan, в 2010 году в США было продано 76 000 копий Taking Chances World Tour: The Concert и 50 000 копий «Селин: мир её глазами». По состоянию на август 2012 года было продано 95 000 копий Taking Chances World Tour: The Concert.
Из-за разных правил чартов Taking Chances World Tour: The Concert вошёл в чарты DVD в одних странах и в чарты альбомов — в других. Помимо успешного дебюта в Канаде и США, он также достиг следующих позиций в чартах DVD в других частях мира: номер один в Ирландии, Швейцарии и Японии (международный чарт), номер два в Финляндии, номер три в Германии и Австрии, четвертое место в Австралии и Швеции и шестое место в Испании. В чартах альбомов Taking Chances World Tour: The Concert занял первое место в Греции (международный чарт), второе место в Аргентине и Южной Корее (международный чарт), одиннадцатое место в Великобритании и Нидерландах, восемнадцатое место в Новой Зеландии, номер двадцать четыре в Португалии, номер двадцать девять в Италии и Чехии и номер тридцать в Мексике. Помимо Канады, франкоязычная версия концерта Tournée mondiale Taking Chances: le spectacle также была выпущена во Франции и Бельгии. Релиз достиг пятого места во французском чарте альбомов и получил золотой статус в июле 2010 года за продажу 50 000 копий. Он также попал в чарты альбомов Бельгии, Валлонии (номер три) и Бельгии, Фландрии (номер тридцать). В списке 100 лучших альбомов Европы Taking Chances World Tour: The Concert достиг тридцать девятой позиции, а Tournée mondiale Taking Chances: le spectacle добрался до тридцать девятой позиции.

## Награды
В 2011 году Tournée mondiale Taking Chances: le spectacle был номинирован на канадскую музыкальную премию «Джуно» в категории «Музыкальный DVD года», но уступил Rush: Beyond the Lighted Stage группы Rush.

## Список композиций
| №                   | Название | Автор(ы) | Длительность |
| ------------------- | --- | --- | ------------ |
| 1.                  | «I Drove All Night» | Билли Стейнберг Том Келли                                                                                                   | 8:55         |
| 2.                  | «The Power of Love» | Гюнтер Менде Кэнди Деруж Дженнифер Раш Мэри Сьюзан Эпплгейт                                                                 | 4:02         |
| 3.                  | «Taking Chances» | Кара Диогуарди Дэйв Стюарт                                                                                                  | 4:07         |
| 4.                  | «Hits Medley» - «It's All Coming Back to Me Now» - «Because You Loved Me» - «To Love You More»                                                                              | Джим Стайнман Дайан Уоррен Дэвид Фостер Джуниор Майлз                                                                       | 10:05        |
| 5.                  | «Eyes on Me» | Кристиан Лундин Саван Котеча Дельта Гудрем                                                                                  | 7:10         |
| 6.                  | «All by Myself» | Эрик Кармен Сергей Рахманинов                                                                                               | 5:25         |
| 7.                  | «I’m Alive» | Лундин Андреас Карлссон | 5:28         |
| 8.                  | «Shadow of Love» | Андерс Багге Альдо Нова Петер Сьёстрём                                                                                      | 3:02         |
| 9.                  | «Fade Away» | Пир Асторм Дэвид Штенмарк Нова                                                                                              | 3:00         |
| 10.                 | «Alone» | Стейнберг Келли | 3:43         |
| 11.                 | «My Love» | Линда Перри | 8:07         |
| 12.                 | «The Prayer» (дуэт с Андреа Бочелли) | Кэрол Байер-Сейджер Фостер Альберто Теста Тони Ренис                                                                        | 5:16         |
| 13.                 | «Pour que tu m’aimes encore» | Жан-Жак Гольдман | 5:03         |
| 14.                 | «Tribute to Queen Medley» - «We Will Rock You» - «The Show Must Go On» | Брайан Мэй | 5:43         |
| 15.                 | «Soul Medley» - «Sex Machine» - «Soul Man» - «Lady Marmalade» - «Sir Duke» - «Respect» - «I Got the Feelin’» - «I Got You (I Feel Good)» - «It’s a Man’s Man’s Man’s World» | Джеймс Браун Бобби Бёрд Рон Ленхофф Айзек Хейз Дэвид Портер Кенни Нолан Боб Кру Стиви Уандер Отис Реддинг Бетти Джин Ньюсом | 6:23         |
| 16.                 | «Love Can Move Mountains» | Уоррен | 4:38         |
| 17.                 | «River Deep, Mountain High» | Элли Гринвич Джефф Барри Фил Спектор                                                                                        | 5:00         |
| 18.                 | «My Heart Will Go On» | Джеймс Хорнер Уилл Дженнингс                                                                                                | 6:43         |
| Общая длительность: | Общая длительность: | Общая длительность: | 101:53       |

| №                   | Название | Автор(ы)                                                | Длительность |
| ------------------- | --- | ------------------------------------------------------- | ------------ |
| 1.                  | «Opening» (instrumental) | Клод Лемей                                              | 1:16         |
| 2.                  | «I Drove All Night» | Стейнберг Келли                                         | 4:24         |
| 3.                  | «The Power of Love» | Менде Деруж Раш Эпплгейт                                | 4:02         |
| 4.                  | «Taking Chances» | Диогуарди Стюарт                                        | 4:07         |
| 5.                  | «It’s All Coming Back to Me Now» | Стайнман                                                | 3:33         |
| 6.                  | «Because You Loved Me» | Уоррен                                                  | 3:16         |
| 7.                  | «To Love You More» | Фостер Майлз                                            | 3:16         |
| 8.                  | «New Mego’s Flamenco» (instrumental) | Лемей                                                   | 3:07         |
| 9.                  | «Eyes on Me» | Лундин Котеча Гудрем                                    | 4:07         |
| 10.                 | «All by Myself» | Кармен Рахманинов                                       | 5:06         |
| 11.                 | «Shadow of Love» | Багге Нова Сьёстрём                                     | 3:06         |
| 12.                 | «Alone» | Стейнберг Келли                                         | 4:28         |
| 13.                 | «My Love» | Перри                                                   | 6:53         |
| 14.                 | «The Prayer» (дуэт с Андреа Бочелли) | Байер-Сейджер Фостер Теста Ренис                        | 4:52         |
| 15.                 | «Soul Medley» - «Sex Machine» - «Soul Man» - «Lady Marmalade» - «Sir Duke» - «Respect» - «I Got the Feelin’» - «I Got You (I Feel Good)» | Браун Бёрд Ленхофф Хейз Портер Нолан Кру Уандер Реддинг | 3:15         |
| 16.                 | «It’s a Man’s Man’s Man’s World» | Браун Ньюсом                                            | 3:07         |
| 17.                 | «Love Can Move Mountains» | Уоррен                                                  | 4:38         |
| 18.                 | «River Deep, Mountain High» | Гринвич Барри Спектор                                   | 5:18         |
| 19.                 | «My Heart Will Go On» | Хорнер Дженнингс                                        | 5:45         |
| Общая длительность: | Общая длительность: | Общая длительность:                                     | 77:36        |

| №                   | Название | Автор(ы)                                                       | Длительность |
| ------------------- | --- | -------------------------------------------------------------- | ------------ |
| 1.                  | «I Drove All Night» | Стейнберг Келли                                                | 6:46         |
| 2.                  | «J’irai où tu iras» (дуэт с Марком Ланжисом) | Гольдман                                                       | 3:20         |
| 3.                  | «Destin» | Гольдман                                                       | 4:06         |
| 4.                  | «Taking Chances» | Диогуарди Стюарт                                               | 3:57         |
| 5.                  | «Et s’il n’en restait qu’une (je serais celle-là)» | Франсуаза Дорен Давид Гатеньо                                  | 2:50         |
| 6.                  | «Eyes on Me» | Лундин Котеча Гудрем                                           | 7:10         |
| 7.                  | «L’amour existe encore» | Люк Пламондон Риккардо Коччанте                                | 4:22         |
| 8.                  | «Dans un autre monde» | Гольдман                                                       | 3:59         |
| 9.                  | «All by Myself» | Кармен Рахманинов                                              | 4:40         |
| 10.                 | «I’m Alive» | Лундин Карлссон                                                | 2:49         |
| 11.                 | «Je sais pas» | Гольдман Джей Каплер                                           | 4:19         |
| 12.                 | «My Love» | Перри                                                          | 7:26         |
| 13.                 | «S'il suffisait d'aimer» | Гольдман                                                       | 4:08         |
| 14.                 | «Alone» | Стейнберг Келли                                                | 3:19         |
| 15.                 | «Medley hommage à Queen» - «We Will Rock You» - «The Show Must Go On» | Мэй                                                            | 5:21         |
| 16.                 | «Medley soul» - «Sex Machine» - «Soul Man» - «Lady Marmalade» - «Sir Duke» - «Respect» - «I Got the Feelin’» - «I Got You (I Feel Good)» - «It’s a Man’s Man’s Man’s World» | Браун Бёрд Ленхофф Хейз Портер Нолан Кру Уандер Реддинг Ньюсом | 6:29         |
| 17.                 | «Love Can Move Mountains» | Уоррен                                                         | 3:57         |
| 18.                 | «River Deep, Mountain High» | Гринвич Барри Спектор                                          | 4:17         |
| 19.                 | «My Heart Will Go On» | Хорнер Дженнингс                                               | 5:35         |
| 20.                 | «Pour que tu m’aimes encore» | Гольдман                                                       | 4:10         |
| Общая длительность: | Общая длительность: | Общая длительность:                                            | 101:53       |

| №                   | Название | Автор(ы)                                                | Длительность |
| ------------------- | --- | ------------------------------------------------------- | ------------ |
| 1.                  | «Ouverture» (instrumental) | Лемей                                                   | 4:25         |
| 2.                  | «I Drove All Night» | Стейнберг Келли                                         | 4:25         |
| 3.                  | «J’irai où tu iras» (дуэт с Марком Ланжисом)                                                                                             | Гольдман                                                | 5:24         |
| 4.                  | «Destin» | Гольдман                                                | 4:12         |
| 5.                  | «Taking Chances» | Диогуарди Стюарт                                        | 4:04         |
| 6.                  | «Et s’il n’en restait qu’une (je serais celle-là)»                                                                                       | Франсуаза Дорен Давид Гатеньо                           | 3:25         |
| 7.                  | «L’amour existe encore» | Люк Пламондон Риккардо Коччанте                         | 5:28         |
| 8.                  | «Dans un autre monde» | Гольдман                                                | 4:09         |
| 9.                  | «All by Myself» | Кармен Рахманинов                                       | 5:16         |
| 10.                 | «Je sais pas» | Гольдман Джей Каплер                                    | 5:00         |
| 11.                 | «S’il suffisait d'aimer» | Гольдман                                                | 4:18         |
| 12.                 | «Alone» | Стейнберг Келли                                         | 3:30         |
| 13.                 | «Medley soul» - «Sex Machine» - «Soul Man» - «Lady Marmalade» - «Sir Duke» - «Respect» - «I Got the Feelin’» - «I Got You (I Feel Good)» | Браун Бёрд Ленхофф Хейз Портер Нолан Кру Уандер Реддинг | 3:12         |
| 14.                 | «It’s a Man’s Man’s Man’s World» | Браун Ньюсом                                            | 3:30         |
| 15.                 | «River Deep, Mountain High» | Гринвич Барри Спектор                                   | 5:02         |
| 16.                 | «My Heart Will Go On» | Хорнер Дженнингс                                        | 6:52         |
| 17.                 | «Pour que tu m’aimes encore» | Гольдман                                                | 5:29         |
| Общая длительность: | Общая длительность: | Общая длительность:                                     | 77:41        |

| №                   | Название                     | Автор(ы)                                     | Длительность |
| ------------------- | ---------------------------- | -------------------------------------------- | ------------ |
| 1.                  | «I’m Alive»                  | Лундин Карлссон                              | 2:54         |
| 2.                  | «Fade Away»                  | Асторм Штенмарк Нова                         | 3:06         |
| 3.                  | «Pour que tu m’aimes encore» | Гольдман                                     | 4:27         |
| 4.                  | «We Will Rock You»           | Мэй                                          | 1:43         |
| 5.                  | «The Show Must Go On»        | Фредди Меркьюри Джон Дикон Мэй Роджер Тейлор | 4:03         |
| Общая длительность: | Общая длительность:          | Общая длительность:                          | 16:13        |

## Чарты
| Чарт (2010—2016)                                   | Позиция |
| -------------------------------------------------- | ------- |
| Австралия (ARIA Music DVD)                         | 4       |
| Австрия (Ö3 Austria Music DVD)                     | 3       |
| Аргентина (CAPIF)                                  | 2       |
| Бельгия/Валлония (Ultratop)                        | 3       |
| Бельгия/Фландрия (Ultratop)                        | 30      |
| Великобритания (UK Albums Chart)                   | 11      |
| Германия (Media Control Music DVD)                 | 3       |
| Греция (IFPI Greece Foreign Albums)                | 1       |
| Европа (Music & Media) Англоязычное издание        | 30      |
| Европа (Music & Media) Франкоязычное издание       | 39      |
| Ирландия (IRMA)                                    | 1       |
| Испания (PROMUSICAE Music DVD)                     | 6       |
| Италия (Classifica album)                          | 29      |
| Канада (SoundScan Music DVD) Англоязычное издание  | 3       |
| Канада (SoundScan Music DVD) Франкоязычное издание | 2       |
| Мексика (Top 100 Mexico)                           | 30      |
| Нидерланды (Album Top 100)                         | 11      |
| Новая Зеландия (RMNZ)                              | 18      |
| Португалия (AFP)                                   | 24      |
| Республика Корея (Circle)                          | 17      |
| Республика Корея (Gaon)                            | 2       |
| США (Billboard Music Video Sales)                  | 1       |
| Финляндия (Suomen virallinen lista Music DVD)      | 2       |
| Франция (SNEP)                                     | 5       |
| Франция (SNEP Music DVD)                           | 1       |
| Чехия (ČNS IFPI)                                   | 29      |
| Швейцария (Schweizer Hitparade Music DVD)          | 1       |
| Швеция (Sverigetopplistan Music DVD)               | 4       |
| Шотландия (Scottish Albums Chart)                  | 17      |
| Япония (Oricon Music DVD)                          | 16      |
| Япония (Oricon International Music DVD)            | 1       |

| Чарт (2010)                  | Позиция |
| ---------------------------- | ------- |
| Франция (SNEP Albums)        | 125     |
| США (Billboard Music Videos) | 10      |

| Чарт (2016)                 | Позиция |
| --------------------------- | ------- |
| Франция (SNEP Music Videos) | 10      |

## Сертификации и продажи
| Регион | Сертификация  | Продажи  |
| DVD | DVD           | DVD      |
| --- | ------------- | -------- |
| Канада (Music Canada) · Франкоязычное издание | Бриллиантовый | 100 000^ |
| Канада (Music Canada) · Англоязычное издание | 4× Платиновый | 40 000^  |
| США (RIAA) | Платиновый    | 100 000^ |
| Альбом |               |          |
| Франция (SNEP) | Золотой       | 50 000*  |
| Великобритания (BPI) | Золотой       | 100 000  |
| * Данные о продажах приведены только на основе сертификации. · ^ Данные о тиражах приведены только на основе сертификации. · Данные о продажах + прослушиваниях приведены только на основе сертификации. |               |          |

## История релиза
| Регион         | Дата           | Лейбл    | Формат | Каталог                               |
| -------------- | -------------- | -------- | ------ | ------------------------------------- |
| Австралия      | 29 апреля 2010 | Columbia | DVD/CD | 88697689969                           |
| Франция        | 3 мая 2010     | Columbia | DVD/CD | 88697673669                           |
| Канада         | 4 мая 2010     | Columbia | DVD/CD | 88697673649 (англ) 88697673669 (фр.)  |
| Великобритания | 10 мая 2010    | Columbia | DVD/CD | 88697689969                           |
| США            | 11 мая 2010    | Columbia | DVD/CD | 88697673649                           |
| Великобритания | 17 мая 2010    | Columbia | 2DVD   | 88697673689                           |
| Франция        | 17 мая 2010    | Columbia | 2DVD   | 88697673699                           |
| Канада         | 25 мая 2010    | Columbia | 2DVD   | 88697673689 (англ.) 88697673699 (фр.) |
| США            | 25 мая 2010    | Columbia | 2DVD   | 88697673689                           |
| Япония         | 4 августа 2010 | SMEJ     | DVD/CD | SIBP-164～SIBP-165                    |